# 惟恒親王
惟恒親王（これつねしんのう、生年不詳 - 延喜4年4月8日（904年5月25日））は、平安時代前期の皇族。文徳天皇の皇子。官位は三品・兵部卿。

## 経歴
貞観3年（861年）同母妹（礼子内親王）とともに名を定められて親王となる。貞観13年（871年）四品に叙せられ、貞観14年（872年）常陸太守に任ぜられる。清和朝末の貞観17年（875年）治部卿兼上野太守となる。
陽成朝に入ると元慶元年（877年）弾正尹に遷る。元慶8年（884年）光孝天皇の即位後に兵部卿に転じると、その後宇多・醍醐朝にかけて20年の長きに亘ってこれを務めた。また、時期は不明ながら三品に至っている。
延喜4年（904年）4月8日薨去。最終官位は兵部卿三品。

## 官歴
注記のないものは『日本三代実録』による。
- 貞観3年（861年） 4月25日：為親王
- 貞観13年（871年） 正月7日：四品
- 貞観14年（872年） 2月29日：常陸太守
- 貞観15年（873年） 4月3日：帯剣
- 貞観17年（875年） 正月13日：上野太守。2月27日：治部卿、上野太守如元
- 元慶元年（877年） 10月18日：弾正尹、上野太守如元
- 元慶6年（882年） 5月11日：兼上総太守。2月14日：上野太守
- 元慶8年（884年） 3月9日：兵部卿
- 時期不詳：三品
- 延喜4年（904年） 4月8日：薨去（兵部卿三品）[1]

## 系譜
『尊卑分脈』による。
- 父：文徳天皇
- 母：藤原今子（藤原貞守の娘）
- 妻：不詳